# Adoretus petrovitzi
Adoretus petrovitzi är en skalbaggsart som beskrevs av Baraud 1975. Adoretus petrovitzi ingår i släktet Adoretus och familjen Rutelidae. Inga underarter finns listade i Catalogue of Life.